# Farmacevtska fakulteta v Beogradu
Farmacevtska fakulteta (izvirno srbsko Фармацеутски факултет у Београду) je fakulteta s sedežem v Beogradu, ki je članica Univerze v Beogradu.